# U-386
Unterseeboot 386 foi um submarino alemão do Tipo VIIC, pertencente a Kriegsmarine que atuou durante a Segunda Guerra Mundial.

## Comandantes
| Comandante                  | Data                                          |
| --------------------------- | --------------------------------------------- |
| Oblt. Hans-Albrecht Kandler | 10 de outubro de 1942 - 10 de junho de 1943   |
| Oblt. Fritz Albrecht        | 10 de junho de 1943 - 19 de fevereiro de 1944 |

## Subordinação
Durante o seu tempo de serviço, esteve subordinado às seguintes flotilhas:
| Período                                     | Flotilha                                  |
| ------------------------------------------- | ----------------------------------------- |
| 10 de outubro de 1942 - 30 de abril de 1943 | 5. Unterseebootsflottille (treinamento)   |
| 1 de maio de 1943 - 19 de fevereiro de 1944 | 6. Unterseebootsflottille (serviço ativo) |

## Operações conjuntas de ataque
O U-386 participou das seguinte operações de ataque combinado durante a sua carreira:
- Rudeltaktik Star (27 de abril de 1943 - 30 de abril de 1943)
- Rudeltaktik Leuthen (15 de setembro de 1943 - 21 de setembro de 1943)
- Rudeltaktik Stürmer (26 de janeiro de 1944 - 3 de fevereiro de 1944)
- Rudeltaktik Igel 1 (3 de fevereiro de 1944 - 17 de fevereiro de 1944)
- Rudeltaktik Hai 1 (17 de fevereiro de 1944 - 19 de fevereiro de 1944)